# EADS HC-144 Ocean Sentry
L'EADS HC-144 Ocean Sentry est un avion à turbopropulseur bimoteur de moyenne portée utilisé par la Garde côtière des États-Unis dans les missions de recherche et sauvetage et de patrouille maritime. Basé sur l'Airbus Military CN-235, il a été acheté comme « avion de surveillance à moyenne portée ». Le HC-144 est fourni par Airbus Group, anciennement EADS North America et est construit en Espagne par Airbus Military.

## Conception et développement
Destiné à remplacer le Dassault HU-25 Guardian, le HC-144A Ocean Sentry fait partie du programme de recapitalisation et d'acquisition de nouveaux actifs du système intégré de la Garde côtière. Basé sur le CN-235-300 MP Persuader, la version de patrouille maritime du transporteur militaire CN-235, le HC-144 offre une endurance plus longue que le HU-25 qu'il remplace la Garde côtière américaine, ainsi que de meilleures performances dans le rôle d'observation.
Le HC-144A a une endurance de huit heures, ce qui le rend adapté aux rôles de commandement et de contrôle, et de recherche et sauvetage. Sa rampe arrière permet le transport de palettes de chargement standard. Il dispose également de capacités de décollage et d'atterrissage courtes.
L'équipement du HC-144A est similaire à celui du HC-130 de la Garde côtière, ce qui réduit les coûts de maintenance et de formation.

## Historique
Le premier HC-144 a été livré à la Garde côtière américaine en décembre 2006. La capacité opérationnelle initiale (COI) a été atteinte en avril 2009; treize avions Ocean Sentry étaient opérationnels au sein la Garde côtière en janvier 2011. Au total, 36 avions devaient être achetés, et douze palettes du système de mission devaient être échangées entre les avions opérationnels.
Le HC-144A a participé à plusieurs missions au cours de sa carrière, notamment à la mission de recherche et sauvetage de Marquis Cooper, la réponse au tremblement de terre d'Haïti de 2010, missions environnementales de surveillance de la marée noire de Deepwater Horizon, transport d'animaux marins en voie de disparition pour la réhabilitation, et d'être impliqué dans les efforts de secours de l'ouragan Sandy. En juin 2014, la flotte de 17 HC-144 de la Garde côtière a atteint 50 000 heures de vol, cinq ans après l'obtention de l'IOC. L'Ocean Sentry parcourt plus d'heures par cellule en un an que tout autre avion de la Garde côtière.
Le 15e HC-144 a été livré en juin 2013. La Garde côtière envisageait de compléter le HC-144 par un ancien avion C-27J Spartan de l'Air Force. Les contraintes budgétaires ont amené le service à reconsidérer l'acquisition d'une flotte de 36 avions. L'annulation des 18 restants à fabriquer et leur remplacement par jusqu'à 14 C-27J déclassés permettrait d'économiser entre 500 et 800 millions de dollars. La conversion des Spartans en avions de recherche et sauvetage serait plus rapide et moins coûteuse que le financement et la livraison de la commande complète. EADS a répondu en déclarant que le HC-144 coûte deux fois moins cher à entretenir et à utiliser que le C-27J en termes de maintenance directe et de coûts de carburant, remettant en question l'idée en tant que mesure d'économie. Avec la signature du projet de loi américain sur l'autorisation de la défense pour l'exercice 2014 le 26 décembre 2013, la Garde côtière a obtenu le contrôle des 14 C-27J disponibles. Le 16e HC-144 a été livré le 22 janvier 2014, le 17e le 7 avril 2014 et le 18e et dernier HC-144A a été livré le 7 octobre 2014.
Le 22 septembre 2017, une cérémonie s'est tenue à Mobile, en Alabama, où Airbus et la Garde côtière ont célébré la 100000e heure de fonctionnement de la flotte en service. La Garde côtière n'est que le troisième exploitant d'aéronefs à atteindre 100 000 heures sur ce type d'avion, et le plus rapide à le faire (seulement 8 ans). Selon les estimations, la flotte atteindra 200 000 heures de service dans la Garde côtière d'ici 2022.

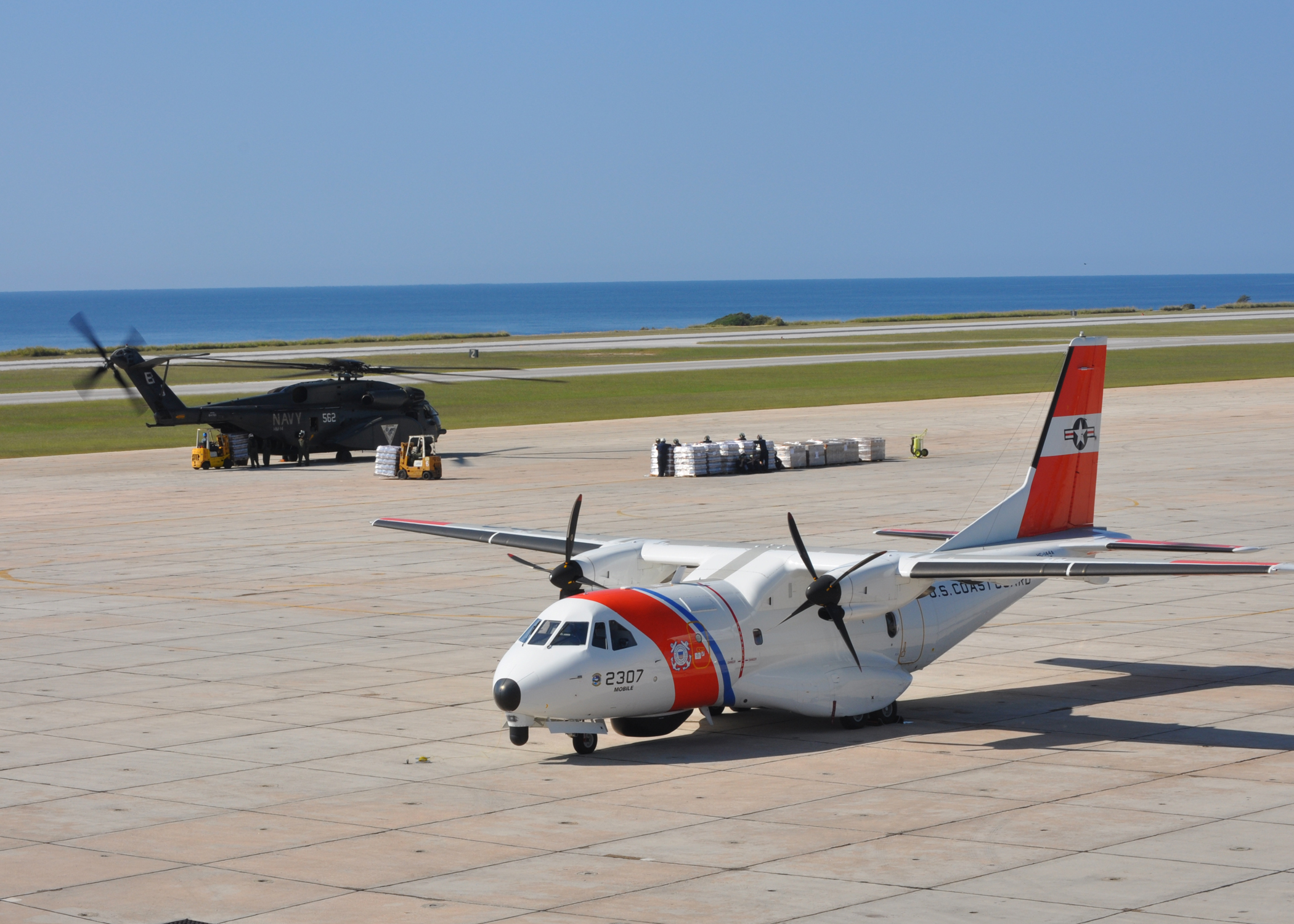
Un HC-144A et un MH-53E de l'US Navy à Guantanamo Bay, Cuba